# Familles de La Mothe
Plusieurs familles, éteintes ou subsistantes, appartenant à la noblesse française portent ou ont porté le patronyme de La Mothe, dont l'orthographe exacte a pu varier.

## Familles de La Mothe

### Maison de La Mothe-Houdancourt
La maison de La Mothe-Houdancourt est une famille issue de la noblesse française qui s'est particulièrement illustrée à partir du XVIIe siècle, siècle au cours duquel plusieurs de ses membres sont devenus duc de Cardona, maréchal de France, pair de France archevêque ou évêque.[réf. nécessaire]
Elle porte D'azur, à la tour d'argent, écartelée au lévrier de gueules, acc. de trois tourteaux de même, et un lambel de trois pendants aussi de gueules posé en chef.

### Famille de La Mothe-Fénelon
La famille de La Mothe-Fénelon est une famille d'extraction originaire du Lot qui compte l'abbé Fénelon. Elle porte d'or, à trois bandes de sinople.

### Famille de La Mothe d'Abtigny
La famille de La Mothe d'Abtigny est une famille d'extraction nobiliaire originaire de Paris et comptant un chevalier de l'ordre royal militaire de Saint-Louis.[réf. nécessaire]
Elle porte D'argent à une tour crénelée de sable sommée d'un demi-lion ou lion naissant de gueules, tenant de sa patte dextre une épée haute de même.

### Famille de La Mothe (Penthièvre)
La famille de La Mothe qui a donné deux rameaux est une très ancienne famille qui compterait Rolland, un chevalier du bailliage de Penthièvre qui aurait participé à l'ost du duc en 1294.

#### Ramage de Broons
La famille de La Mothe de Broons est une famille d'ancienne extraction (1441) originaire de Bretagne comptant un évêque de Saint Malo et un évêque de Vannes.
Elle porte d'argent fretté d'azur de six pièces.

#### Ramage de Dinan
La famille de La Mothe de Dinan est une famille d'ancienne extraction (1445) originaire de Bretagne portant le titre de marquis de Chesnelaye, comptant un évêque de Saint Brieuc et un général de division du Second Empire.
Elle porte de sable fretté d'or de six pièces.

### Familles de La Mothe (Saint-Liesne)
La famille de La Mothe est une famille d'extraction comptant un curé de Saint-Liesne de Meulan.
Elle porte D'azur, au mouton d'argent, acc. en chef de trois billettes d'or.

### Famille de La Mothe (Provence)
La famille de La Mothe porte D'azur, à la croix d'argent, cantonnée de quatre fleurs-de-lys d'or.

### Famille de La Mothe (Bourgogne)
La famille de La Mothe porte D'azur, à une brebis d'argent, paissant sur une mote de sinople, aocolé d'azur, à un chevron d'or, accompagné de trois glands de mesme, deux en chef et un en pointe.

### Famille de La Barre de La Mothe
La famille de La Barre est une famille d'extraction originaire de La Rochelle et portant le titre de baron de La Mothe. Elle porte D'azur, au chevron d'argent, acc. en chef de deux perdrix affrontés d'or, et en pointe d'une étoile de même.

## Familles de La Motte

### Famille de La Motte-Baracé
La famille de Lamote-Baracé, anciens seigneurs de La Jaille, en Bretagne porta D'argent, à la fasce de gueules, fleurdelysée et contre-fleurdelysée de même puis D'argent, au lion de sable, cantonné de quatre merlettes de même (qui est de Fougerolle), chargé en cœur d'un écusson d'argent, à la fasce de gueules, fleurdelysée de six pièces (qui est de Lamotte).

### Famille de La Motte-Ango de Flers
La famille de La Motte-Ango de Flers, olim Ango est une famille originaire de Normandie et anoblie par charge en 1639.
Elle porte Écartelé : aux 1 et 4, de gueules à la tête humaine d'argent, posée de profil, les cheveux hérissés d'or (qui est Pellevé) ; Aux 2 et 3, de gueules à 9 macles d'or 3, 3, 3 (qui est Rohan) ; sur le tout, d'azur à trois annelets d'or (qui est Ango).

### Famille de La Motte d'Aigues
La famille de La Motte d'Aigues, originaire de Provence, porte D'argent à un château de gueules sur une terrasse de sable

### Famille de  La Motte d'Aloigny
La famille de La Motte d'Aloigny est originaire Brenne (Berry) et porte D'argent, au chevron de gueules, acc. de trois hures de sanglier de sable.

### Famille de La Motte d'Arson
La famille de La Motte d'Arson porte D'argent, au chevron componé d'or et de gueules, acc. de trois étoiles d'or.

### Famille de La Motte d'Aubigny
La famille de La Motte d'Aubigny porte Vairé d'argent et de sinople, à une croix de gueules, brochant sur le tout.

### Famille de La Motte du Portail
La Famille de La Motte du Portail porte De gueules au lion rampant d'argent.

## Famille de Lamotte
La famille de Lamotte porte D'azur, au chevron d'or, acc. de trois glands posés 2 et 1.